# Arte da Índia

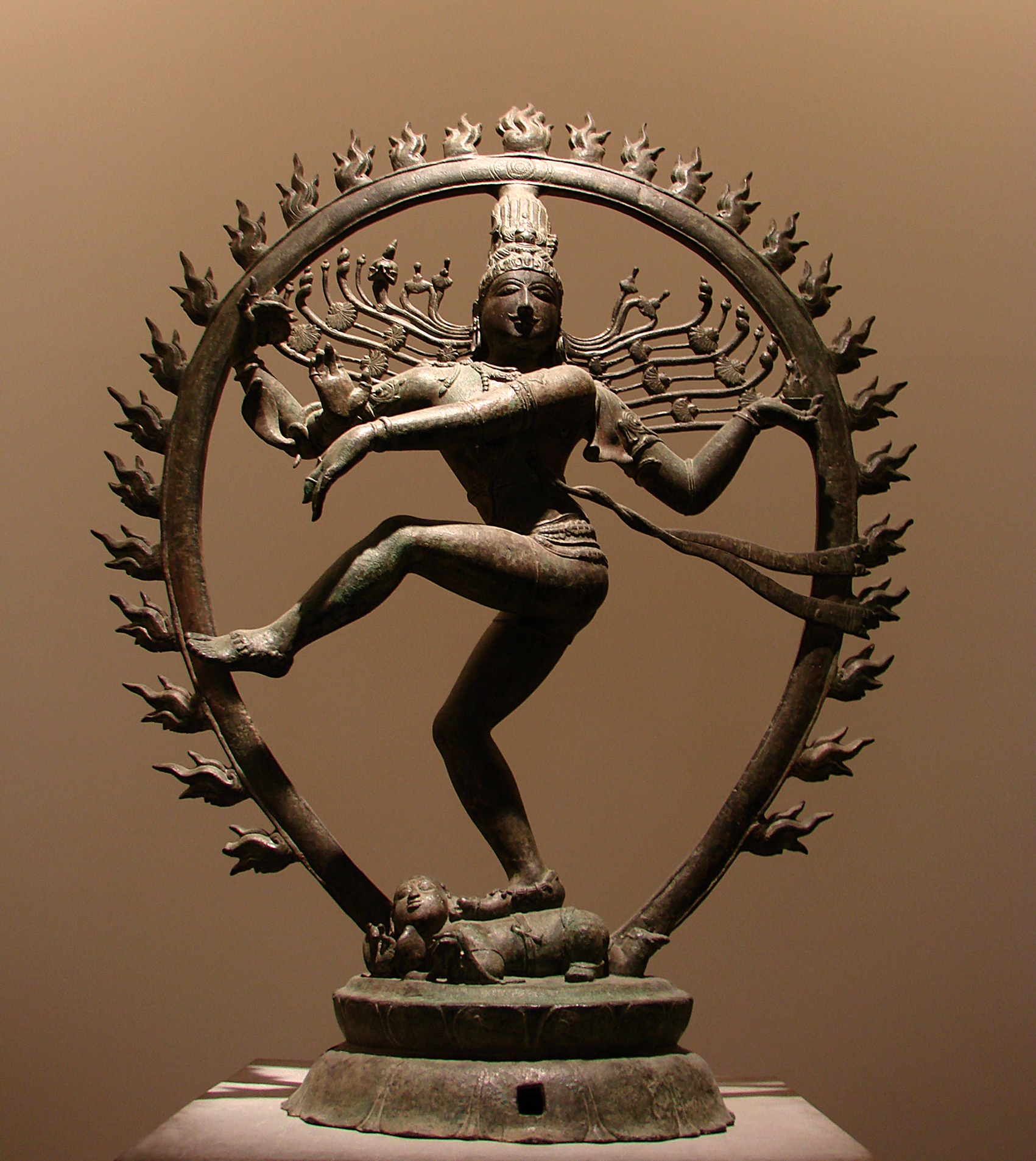
Xiva Naṭaraja, Império Chola, Tamil Nadu, século XI

A arte da Índia (कला भारत, kalā bhārata) se caracteriza, principalmente, por ser um reflexo da complexa sociedade indiana, multiétnica e multicultural. É marcada por um caráter essencialmente religioso, servindo como um meio de propagação das distintas religiões que marcaram a Índia: hinduísmo, budismo, islamismo, cristianismo, etc. Destaca-se também, como característica diferencial da arte indiana, o esforço para interagir com a natureza, como uma adaptação à ordem universal, tendo em consideração que a maioria dos recursos naturais (montanhas, rios, árvores) são para os indianos símbolos sagrados.
Um dos fatores determinantes na construção da cultura indiana foi a diversidade étnica dos povos que foram habitando sua terra. Desde os indígenas de pele escura ancestrais dos dravidianos, foram chegando, em ondas sucessivas, aldeias de povos australoides, pré-mediterrâneas do mesolítico, amarelos, armênios, arianos (1 500 a.C.), persas e gregos (600-300 a.C.), partas e mongólicos (50 a.C.-300 d.C.), hunos (séculos  VI-VIII), árabes (séculos IX-XII), turcos-afegãos (séculos XIII-XV) e britânicos (séculos XVI-XVIII). Esta mesclaria de povos e culturas produziu uma diversidade artística formal e estilística, coexistindo várias tendências artísticas ligadas à região.
A Índia tem sido o berço de uma grande civilização que se espalhou, graças, principalmente, à expansão do budismo pelo centro e sudeste da Ásia, chegando a influenciar até mesmo culturas poderosas, como a chinesa e a japonesa. No Ocidente, ficou conhecida após a expedição de Alexandre o Grande à Índia, no momento em que se espalharam pelo território as notícias dos avanços técnicos, culturais e artísticos desenvolvidas no subcontinente indiano. A arte indiana tende a consagração simbólica de todos os seus elementos, e o caráter narrativo de todas suas expressões artísticas em geral tende a marcar a importância do seu significado inerente, expresso por meio de imagens de grande sensualidade que conotam um grande refinamento estético. A arte floresceu na Índia durante a antiga cultura do Vale do Indo, no entanto, após a chegada dos povos arianos, houve um período de vácuo artístico que nada se sabe, pois não foram encontrados vestígios que mostram as realizações desta época, entre 1500 e 300 a.C., até a instalação do Império Máuria. Mais tarde, o surgimento do budismo e do jainismo, que coexistiram pacificamente com o hinduísmo, até a chegada dos muçulmanos, lançou as bases culturais e artísticas da arte indiana para a idade moderna.

## Fundamentos da arte indiana

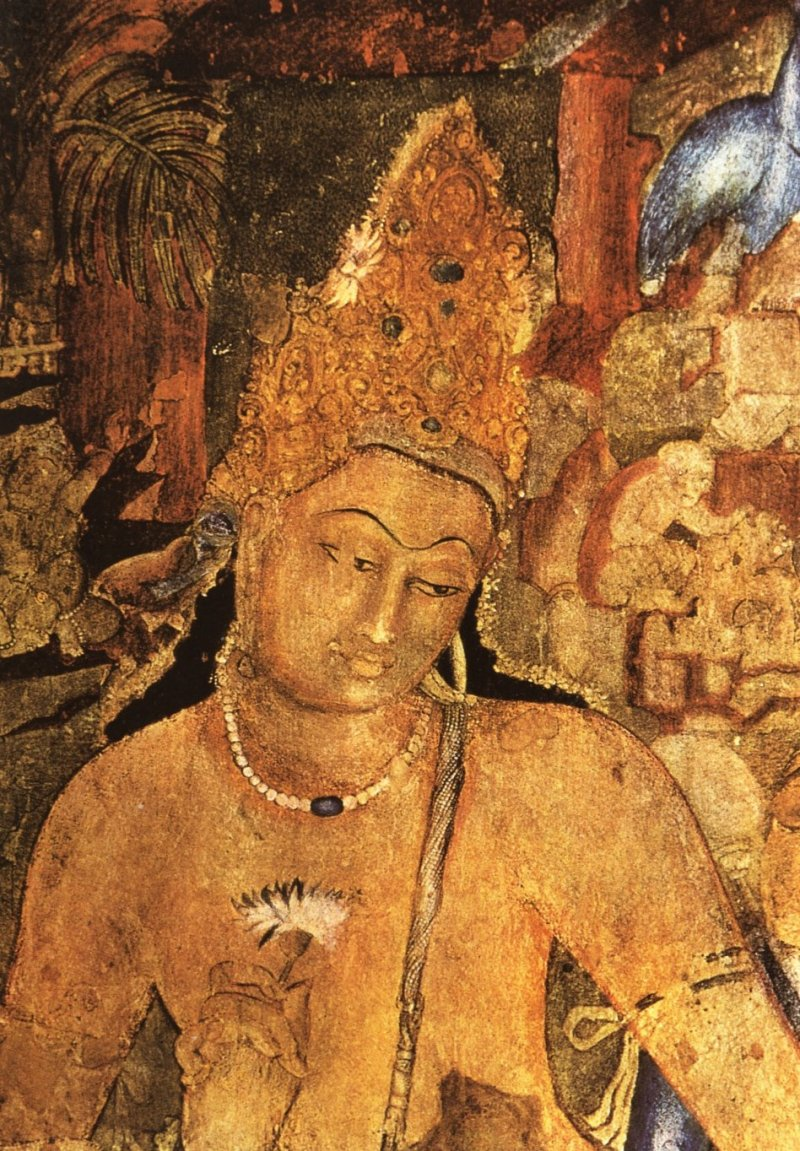
Bodhisattva del loto azul (550), Ajaṇṭa (Maharashtra)

A arte indiana tem sido principalmente um evento religioso, sendo uma forma de conectar o mundo humano com a transcendência do divino. Nesse sentido, vêm trabalhando antigos artistas (śilpin) e arquitetos (sthapati), cujos nomes não foram divulgados na maioria dos casos, deixando uma série de obras anônimas, uma vez que a assinatura do criador não era importante, mas sim, sua união com o meio ambiente e o mundo da divindade. Entre as diversas manifestações artísticas destaca-se, sem dúvida, a escultura, principal veículo indiano de representação do humano e do divino, mesmo a pintura e arquitetura indiana tendo uma plástica escultural, uma vez que o local onde a criatividade do artista desenvolveu na Índia possibilitou o surgimento das artes e estilos presentes na arte indiana em geral.
Uma das principais características da arte indiana é a sua integração com a natureza: assim como o homem ocidental sempre procurou adaptar a natureza às suas necessidades, os índios procuraram integrar seu trabalho ao ambiente natural, como santuários rupestres escavados em rochas e cavernas. A natureza tem para eles um caráter sagrado, fato observado na sacralidade de rios, montanhas e árvores, ou a deificação dos elementos naturais: sol (Surya), lua (Chandra), fogo (Agni), chuva (Indra), etc. Um dos fatores mais influentes na arte e na mentalidade indiana é o clima de monção, com sua natureza cíclica e ambivalente que tanto beneficiou e prejudicou a vida no subcontinente indiano, provocando uma certa dualidade na personalidade de seus habitantes e algumas mudanças de atitude que refletem numa ampla gama de estilos artísticos, podendo esses conviver simultaneamente com estilos aparentemente adversários, do naturalismo passando para a abstração, assim como do realismo ao idealismo.
Outro fator é a diversidade racial e cultural, que levou a uma arte eclética e sincrética: os primeiros colonos de raça negroide formaram a raça Dravidian, situada no sul da Índia (Tamil Nadu) após chegada dos arianos e muçulmanos. Esse grupo étnico sempre defendeu sua tez mais escura em vários elementos simbólicos, como a utilização da cor azul na pele dos deuses representados em sua arte, ou preferência pelo arenito, um material mais escuro do que a pedra ou mármore, nas suas construções.
Um dos aspectos marcantes dessa arte para o Ocidente é a representação nua e crua do erotismo. De acordo com a religião hindu, o sexo é uma forma de oração, um canal entre o humano e o divino, um sinal de sublimidade e espiritualidade. Prova disso é o culto ao lingam (símbolo sexual masculino) e ao yoni (símbolo sexual feminino), ambos provenientes de antigos rituais de fertilidade do Neolítico, que foram assumidos pelo hinduísmo. Ele representa o poder criativo do deus Shiva, e é o principal objeto de veneração nas capelas dos templos dedicados a esse deus. Geralmente, é representado por um pilar (stambha) terminado em forma de glande (mani), embora possa variar de uma forma mais naturalista para uma abstrata consistida num cilindro, ou diversas manifestações, como um falo com olhos (ambaka-liṅgam), com uma face (ekamukha-liṅgam) ou quatro faces (chatur-mukha-liṅgam). Na tradição drávida os lingam se associaram aos elementos: água (apas-liṅgam), ar (akkasha-liṅgam), fogo (tejas-liṅgam), vento (vayu-liṅgam) e solo (prithivi-liṅgam). Por sua vez, o ioni representa Shaktí (Deusa mãe) e Parvati (deusa da natureza e da fertilidade), esposa de Shiva. Também pode representar um aspecto naturalista, como uma vagina, ou geometrizado, como um triângulo. O lingam muitas vezes aparece junto ao yoni, formando um recipiente côncavo. Esse símbolo expressa a unidade dentro da dualidade do universo, a energia criativa, representando a ascensão desde mundo dos sentidos até a transcendência espiritual, acontecimento permitido por meio da meditação do ioga. Esses rituais antigos se fundiram com o tantra, filosofia que busca a verdade na energia emanente do corpo humano, como um potenciador espiritual incluso na energia sexual (kuṇḍalinī). Junto com as histórias do Kama Sutra ("Livro do Amor"), estes cultos tiveram grande representação na arte indiana, especialmente na escultura, de onde abundam o mithuna ou cenas eróticas, como nos templos de Khajuraho e Konarak.
A estética indiana se desenvolveu durante o período gupta, onde foram analisados, compilados e classificados a maioria dos escritos védicos (textos hindus sagrados, expressos oralmente por volta de 1 500 a.C.). Para a arte foram primordiais os excertos sagrados denominados Śastras, principalmente os Vastu-Śastras, tratados arquitetônicos expressando a construção de templos para os deuses, e os Śilpa-Śastras, tratados figurativos para pintores e escultores que transcreviam em imagens a mensagem proferida pelo divino. Os guptas desenvolveram várias técnicas e normas sobre os princípios fundamentais da arte, assim como, materiais, estilos, iconografia, etc. Um dos mais importantes é o Śadanga, que estabelece os "seis princípios" estéticos para a pintura: rūpa-bheda (ciência das formas), pramani (significado das relações), bhava (ciência dos sentimentos), lavanna-yojanam (sentido da graça), sadrisyam (ciência das comparações) e varnika-bhanga (ciência das cores). Mais tarde, foram adicionados outros dois: rasa (essência do gosto) e chanda (ritmo).

## Artes plásticas

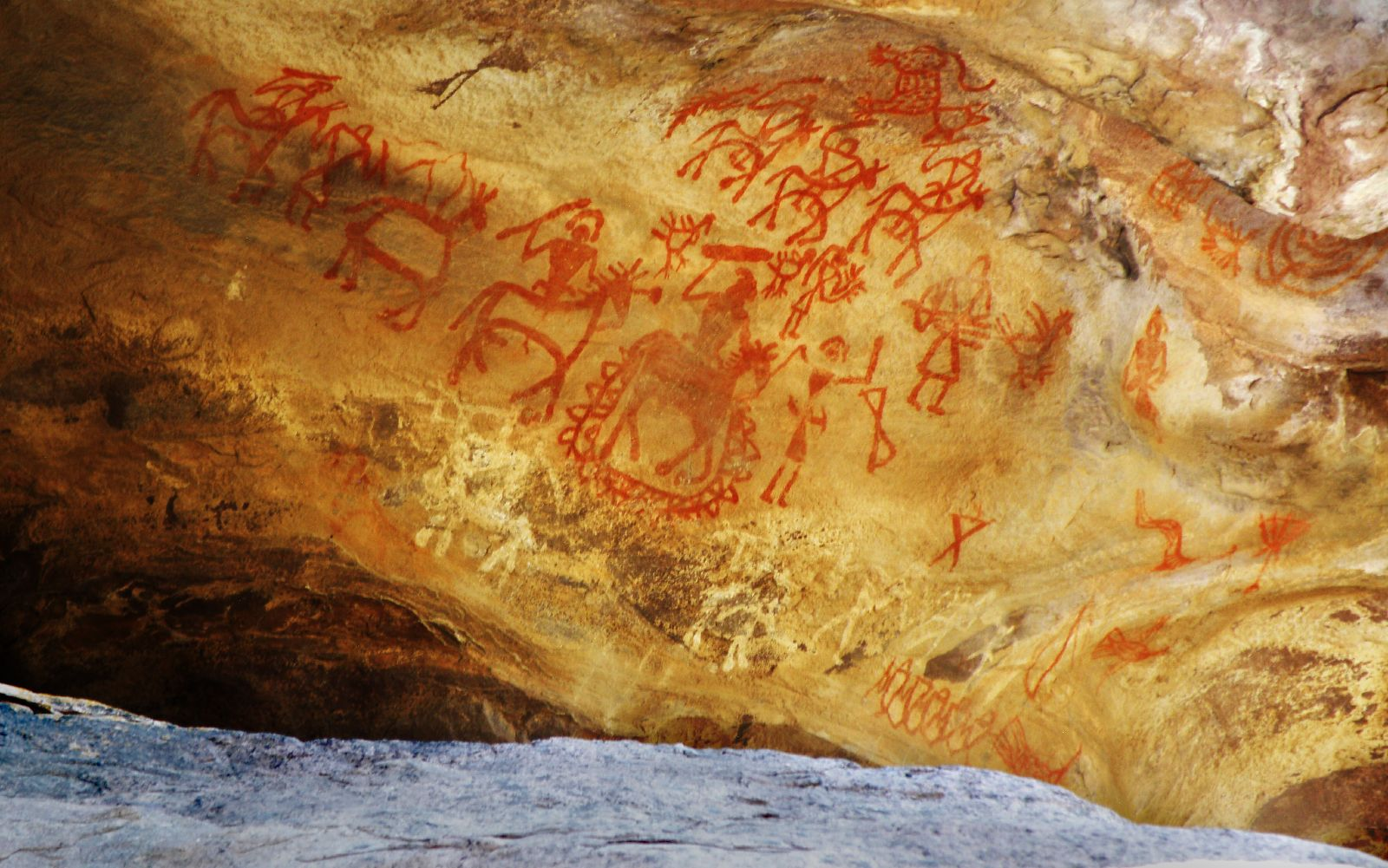
Pintura rupestre de Bhimbetka

### Pré-história
Durante o Paleolítico, foram encontrados vários utensílios de quartzito e sílex esculpidos ou polidos, assim como aqueles encontrados na Europa ao mesmo tempo. Em Bhimbetka, perto de Bhopal, acharam um conjunto de mil cavernas com pinturas rupestres datadas de 7 000 a.C., as quais apresentam várias cenas que descrevem a vida das pessoas que habitavam as grutas, incluindo cenas de dança, nascimentos, ritos religiosos e enterros. As figuras também retratam animais como bisões, elefantes, pavões, rinocerontes e tigres. Em 2003, esse conjunto foi declarado Patrimônio Mundial pela UNESCO.
No Mesolítico, foram encontrados inúmeros cutelos em forma de meia lua, naturais do Oriente Médio, Europa Oriental e norte da África. No Decão, numerosos tumbas megalíticas foram constadas, enquanto em Baluchistão, norte da Índia, descobriu-se a cerâmica pintada e objetos de metal do IV milênio a.C.. Em Raigarh (Madhya Pradesh), existem pinturas rupestres semelhantes com as de El Cogul, na Espanha, representando animais como veados, bois e elefantes. Em Savandurga (Karnataka), uma escavação arqueológica revelou um cemitério com sarcófagos de pedra.
Por último, no Neolítico, destacam-se os sítios arqueológicos de Adichanallur e Brahmagiri (estado de Karnataka), onde encontraram uma espécie de cerâmica preta e vermelha e vários monumentos megalíticos, sobretudo dólmens. Posteriormente, foram localizados vários tipos de cerâmica: a vermelha (hematita), da cultura de Banas (Rajasthan), a cinza, advinda do rio Ganges, e a preta, polimentada em Haryana e Delhi.

### Cultura do Indo
A primeira grande civilização indiana ocorreu entre 2500 e 1500 a. C. na área do rio Indus (atual Paquistão e noroeste da Índia). Essa região, entre as montanhas de Zagros, do Indocuche e Himalaia, tem sido, desde os tempos antigos, uma importante rota comercial entre o Mediterrâneo e no Extremo Oriente, fato que beneficia os povos da área. A cultura do Indo é conhecida principalmente pelas escavações realizadas em 1920 por John Marshall, na longeva cidade Moenjodaro (agora, Paquistão) e Harapa (Punjabe paquistanês).
Aparentemente, essa civilização manteve contatos com a Mesopotâmia, e desenvolveu um sistema de escrita que ainda não foi decifrado. Neste local existiram nove cidades sobrepostas, contendo um planejamento urbanístico perfeito, com um sistema de esgoto avançado, prédios públicos e ruas paralelas, organizadas em um mapeamento regular e simétrico. A construção foi feita de barro e tijolo. Também foram encontrados vestígios de abóbadas construídas em alvenaria. Fazia parte do conjunto a acrópole e terraços, onde se encontrou um aglomerado de edifícios públicos, como termas, casas de palestras ou claustros. No entanto, ainda não foram encontrados templos ou palácios.
Nessas duas cidades, têm se achado uma grande quantidade de pedra-sabão com representações de animais e monstros fantásticos, caracterizadas pela precisão realista e detalhada sob influência mesopotâmica. Há, também, vestígios de cerâmica, escultura e utensílios metálicos (ouro, prata, cobre e latão), especialmente facas de bronze com lâmina curva. A cerâmica foi produzida em torno mecânico e decorada com desenhos geométricos. Já a arte têxtil era desenvolvida em algodão estampado. O comércio parece ter sido bastante frequente, dada a constatação de objetos lápis-lazúli no Afeganistão, jade chinesa e ouro e prata na Pérsia ou Afeganistão. Por sua vez, em certos locais da Mesopotâmia, foram encontradas algumas miçangas de calcedônia procedentes dos Indus.
Na escultura, há a representação de diversas figuras de terracota encenando carros, animais, figuras humanas e alguns símbolos sexuais (lingam masculino e ioni feminino), todos relacionados ao culto da fertilidade. Também foram achadas peças em bronze, como Garota Dançarina de Moenjodaro, com formas anatômicas arredondadas e maior realce no trabalho anterior e posterior, fornecendo uma visão abrangente da figura, ou em pedra calcária, como o Busto do Sumo Sacerdote de Moenjodaro, um busto com um rosto muito bem traçado, onde se destacam os olhos oblíquos e os lábios grossos.

### Período védico (séculos XV-VI a.C.)

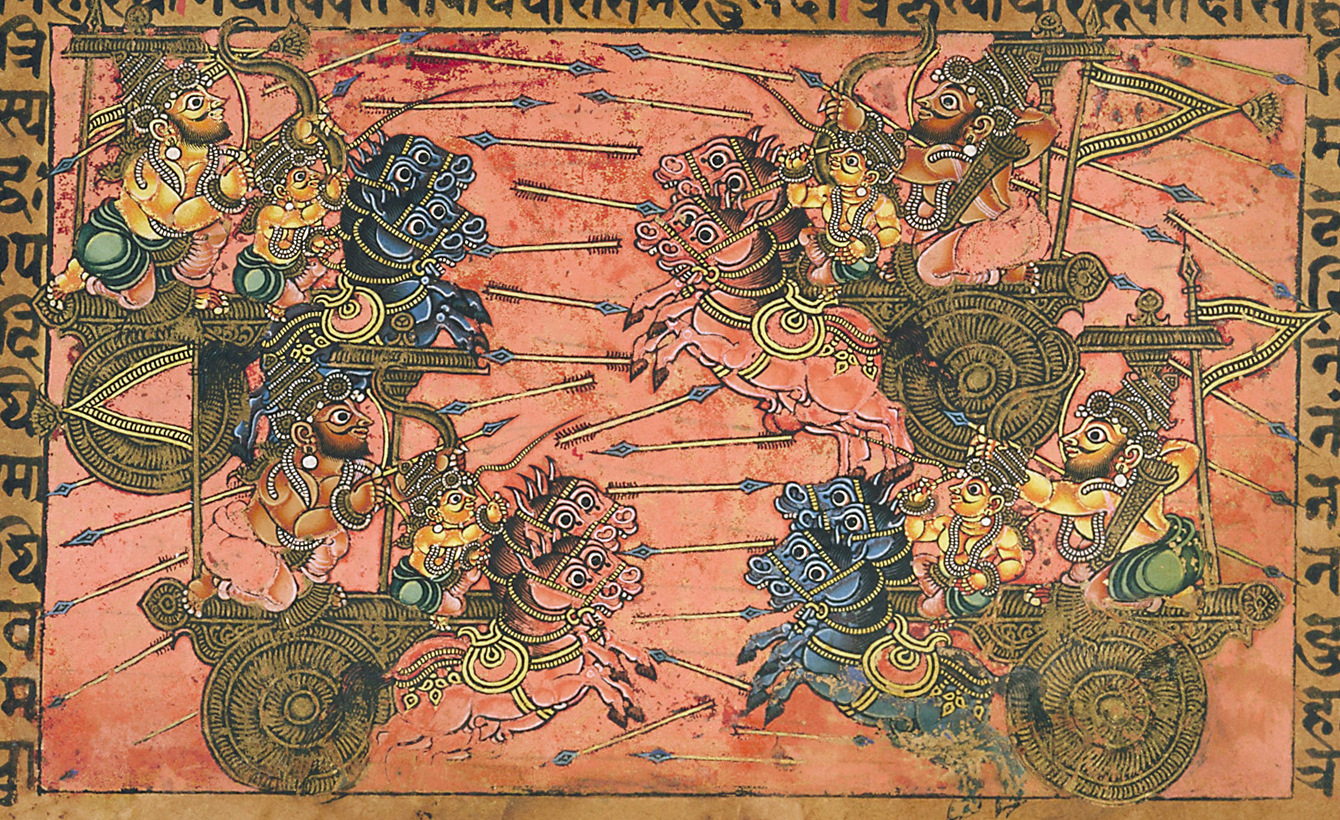
A Guerra de Kurukshetra um uma ilustração no Maabárata

Nessa fase, com os arianos, apareceram as tradicionais religiões indianas. Eles introduziram o idioma sânscrito, produziram ferro e cultivaram animais como o cavalo, bem como criaram pequenos reinos governados pelo sistema de castas, onde os sacerdotes (brâmanes) tinham uma posição de destaque. Ademais, surgiram os grandes poemas épicos indianos: o Maabárata e o Ramáiana, e os escritos filosóficos Upanixades, donde se originou o hinduísmo, religião de caráter mitológico que combinava as práticasesotéricas com diferentes filosofias de vida. As principais divindades eram Shiva e Vixnu, mas também veneravam muitos mais conceitos abstratos, como Brâman, a alma do mundo, Atman, a alma humana, e Maya, a energia que engana as almas e as fazem viver no mundo material. O objetivo da religião hindu é a libertação do carma e a sucessão das reencarnações estabelecidas pela vida do indivíduo. Por sua vez, essas reencarnações delimitam o sistema de castas hindu: brâmanes (sacerdotes e políticos), xátrias (governantes militares), vaixás (comerciantes e agricultores), shudras (escravos) e dalits (pários, estrangeiros e intocáveis).
Existem poucos vestígios arqueológicos dessa época, apenas alguns objetos de bronze e cerâmicas, por isso existe uma grande lacuna entre a cultura dos Indus e a arte máuria. Isso se deve, principalmente, à utilização de materiais perecíveis como madeira e argila. Assim, apesar de ser um momento de esplendor sobre o campo literário, no espaço artístico há um grande desconhecimento das realizações dessa era.
No século VI a.C., apareceram o budismo e o jainismo, religiões humanistas que ofereciam a salvação pessoal e acabavam com o sistema de reencarnação. O Budismo, por meio da prática do ascetismo, apregoava a meditação que, segunda as crenças, levava ao paraíso (nirvana) e o jainismo, também através de ascetismo, defendiam as "cinco abstenções" (jina-kalpa): não matar (ainsa), não mentir (satya), não roubar (asteya), não abusar do sexo (brahmacharya) e não cobiçar (aparigraha). Ao final desse período, a expedição à Índia de Alexandre o Grande (entre 326 e 325 a.C.) abriu contato com a arte helenística, o que resultou na arte greco-budista. Laços estreitos com a arte persa também foram estabelecidos.

### Arte budista

#### Arte máuria (séculos III-I a.C.)
A dinastia máuria expulsou os sucessores de Alexandre Magno do norte da Índia, ocupando todo o curso médio do Rio Indo e a parte central da península do Decão. Na cultura budista, toda sua arte girava em torno da vida e os ensinamentos de Buda. Essa fase foi marcada pelos inúmeros contatos comerciais com a Pérsia, Grécia, Egito, Sri Lanka e sudeste da Ásia.
A pedra substituiu o tijolo como material de construção, resultando em edificações mais duráveis do que as dos períodos anteriores. Os primeiros vestígios se encontram nos santuários rupestres de Barabar e no Palácio de Asoka em Pataliputra. São características as colunas monolíticas (stambha) de grés polido, com um capitel em forma de sino, geralmente, tendo um grupo de animais esculpidas sob alto relevo, como o Capitel dos Leões (atualmente, faz parte do escudo da Índia), em Sarnath (século III a.C.), feito em creme de arenito. Essas colunas foram erguidas pelo rei Asoka em todo seu império, com inscrições nas quais se declarava devoto de Buda e renunciava à violência. Elas costumavam ter cerca de dez metros de altura e suas figuras esculpidas - geralmente leões - recordam a escultura aquemênida.